# Gerrhopilus inornatus
Espèce
Synonymes
- Typhlops inornatus Boulenger, 1888

Gerrhopilus inornatus est une espèce de serpents de la famille des Gerrhopilidae.

## Répartition
Cette espèce est endémique de Papouasie-Nouvelle-Guinée.

## Description
Dans sa description Boulenger indique que le spécimen en sa possession mesure 170 mm dont 5 mm pour la queue. Sa coloration est uniformément noire à l'exception des bords de sa mâchoire et l'extrémité de sa queue qui sont jaunâtres.

## Étymologie
Son nom d'espèce, du latin inornatus, « sans parure », lui a été donné en référence à sa coloration uniforme.

## Publication originale
- Boulenger, 1888 : Descriptions of new Reptiles and Batrachians obtained by Mr. H. O. Forbes in New Guinea. Annals and Magazine of Natural History, ser. 6, vol. 1, no 6, p. 343-346 (texte intégral).